# Râul Valea Blăjenilor
Râul Blăjenilor este un curs de apă, afluent al râului Rosua. 

## Hărți
- Harta județului Bistrița